# Listă de filme românești/K
Aceasta este o listă de filme românești (artistice, de animație și documentare) care încep cu litera K:
- Kapitalism - Rețeta noastră secretă (2010)
- K.O. (1968)
- Kilometrul 36 (1989)